# Pseudodoassansia hydrocleydis
Pseudodoassansia hydrocleydis är en svampart som beskrevs av Vánky 2001. Pseudodoassansia hydrocleydis ingår i släktet Pseudodoassansia och familjen Doassansiaceae.   Inga underarter finns listade i Catalogue of Life.